# ميرونياسا
ميرونياسا هي قرية تقع في إقليم ياش في رومانيا وبلغ عدد سكانها 4,333 نسمة في عام 2002م.